# Prêmio de Ciências Alfried Krupp
O Prêmio de Ciências Alfried Krupp (em alemão:  Alfried-Krupp-Wissenschaftspreis) foi estabelecido em 1998 pela Fundação Alfried Krupp von Bohlen und Halbach em memória de Alfried Krupp von Bohlen und Halbach. Dotado com 52.000 euros, foi concedido bianualmente até 2006.

## Recipientes
- 1998: Rudolf Smend, teólogo evangélico; Dieter Oesterhelt, bioquímico
- 2000: Friedrich Hirzebruch, matemático; Konrad Repgen, historiador
- 2002: Wolfgang Frühwald, germanista; Theodor Hänsch, físico; Herbert Walther, físico
- 2004: Hermann Lübbe, filósofo; Bert Hölldobler, biologista[1]
- 2006: Jan Assmann, egiptólogo; Eberhard Zeidler, matemático[2]